# Жінки в бізнесі

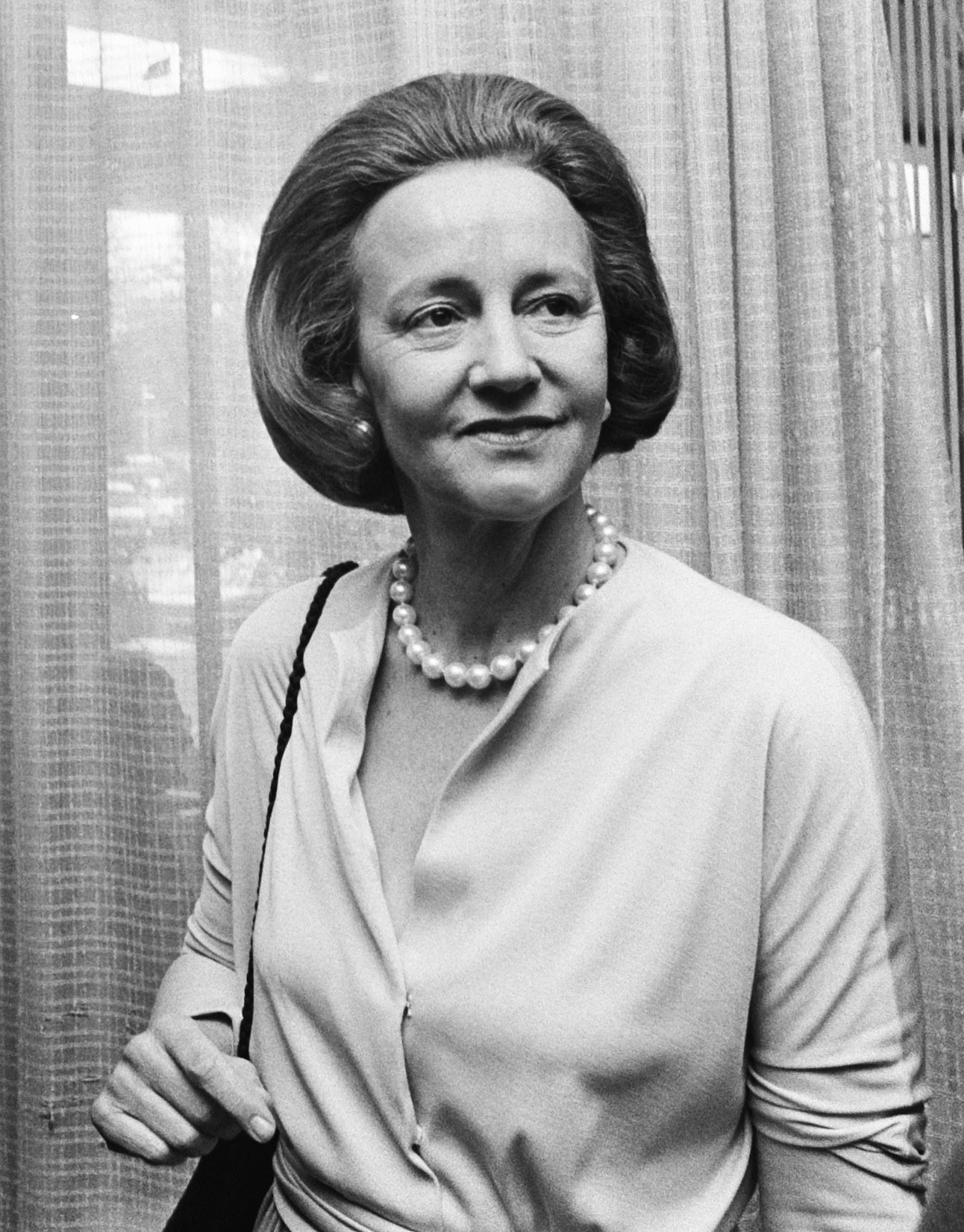
Кетрін Грем видавниця та власниця Вашингтон Пост

Жінки у бізнесі — це жінки на керівних посадах у комерції. Жінки недооцінені в корпоративному лідерстві і становлять лише 4,8 % керівників компаній у фондовому індексі S&P 500 компаній, попри те, що складають 44,7 % робочої сили, контролюють близько 75% витрат домогосподарств і понад 50% особистого багатства в США, а жіноче лідерство позитивно корелює з вищими прибутками компаній, задоволеністю клієнтів, зниженням шкоди довкіллю, згуртованою громадою, налагодженням поставок та філантропією.

## Статистика
На 2014 рік жінки становили лише 14,6 % керівників та 4,6 % із загальної кількості 500 керівників. Станом на 2014 майже 60 % з 22 000 світових фірм не мали у правліннях жінок, трохи більше половини не мали керівників жіночих служб, а менше 5% — генерального директора-жінки. Однак країни суттєво різнилися: Норвегія, Латвія, Болгарія та Словенія мали щонайменше 20% представництва жінок у керівництвах та правліннях, тоді як Японія лише 2% представництва жінок у членах правління.
У 2015 році жінки займали 17,9 % місць ради в компаніях Fortune 1000, що показало гендерну нерівність у корпоративних радах директорів.
Станом на 2016 рік жінки становили лише 20 % усіх керівників S&P 500, попри те, складаючи 47 % американської робочої сили та контролюючи близько 75% витрат домогосподарств та понад 50% особистого багатства в США.
Кількість жінок у корпораціях Fortune 500 продовжує зростати, проте середній темп зростання становить лише половину 1 % на рік. Кожна дев'ята компанія у списку Fortune 500 досі не має жодної жінки.
За дослідженням 2018 року, жінки-керівниці звільняються на 45% частіше від своїх колег-чоловіків, навіть якщо вони добре працюють.

## Переваги жінок на керівних посадах
Catalyst, некомерційна дослідницька організація, повідомила, що більший відсоток жінок-директорів ради позитивно асоціюється з оцінками компаній за чотирма з шести вимірів CSP (Corporate Social Performance): довкілля, громада, клієнти та ланцюжок поставок. Catalyst також встановив, що існує позитивна кореляція між розмаїттям правління компаній та філантропією. Звіт Інституту міжнародної економіки Петерсона показав, що більша кількість жінок на загальних керівних посадах корелює з підвищенням прибутковості в організаціях: «Жінки в корпоративному керівництві (генеральний директор, правління та інші посади C-Suite) до 30% жіночої частки асоціюється із збільшенням чистої маржі на один відсотковий пункт - що означає збільшення прибутковості для 15% на типову фірму.»  Жінка-підприємиця завжди хоче зробити якусь плідну та позитивну роботу у сфері бізнесу та забезпечує цінності сімейного та соціального життя.
Враховуючи прогнозований дефіцит талантів, який відбуватиметься після виходу мільйонів бумерів менеджерів та керівників протягом наступних 20 років, все більше роботодавців можуть сприймати жінок як невикористане джерело талантів, досвіду та вищого керівництва.

## Жінки як підприємиці
Жіноче підприємництво становить трохи більше 1,5% до 45,4% дорослого жіночого населення в 59 економіках, включених у дослідницький проєкт Global Entrepreneurship Monitor.  Хоча підприємницька активність серед жінок є найвищою в країнах, що розвиваються (45,5%), частка всіх підприємців, які є жінками, значно відрізняється серед економік: від 16% у Республіці Корея до 55% у Гані - єдина економіка з більшою кількістю жінок, ніж чоловіки підприємці. Багаторічний аналіз показує, що цей гендерний розрив зберігається в більшості економік протягом 2002-2010 рр. І в багатьох країнах, що розвиваються, жінки зараз починають бізнес швидше, ніж чоловіки, роблячи вагомий внесок у створення робочих місць та зростання економіки.

### Країни, що розвиваються
Непропорційну частку жіночого бізнесу в країнах, що розвиваються, сьогодні складають мікро-, малі та середні підприємства. Часто вони не зростають. Це негативно впливає на розвиток країн та зменшення бідності. Розуміння конкретних бар'єрів, з якими стикається жіночий бізнес, та надання рішень для їх подолання є необхідними для країн, щоб надалі використовувати економічну силу жінок для зростання та досягнення цілей розвитку.
У деяких країнах, що розвиваються, таких як Казахстан, уряди підтримують розвиток малого та середнього підприємництва під керівництвом жінок. Наприклад, Казахстан у співпраці з ЄБРР виконує програму «Жінки в бізнесі». Бюджет програми складає 50 мільйонів доларів США.  Розширення можливостей жінок у корпоративному секторі - це міжнародний форум, що проводиться в Астані, Казахстан. 44% всіх підприємств Казахстану належать жінкам і сприяють економічному розвитку та модернізації Казахстану.
З метою підтримки жінок та жіночих організацій з метою сталого та всеосяжного розвитку в серпні 2017 в Казахстані відбувся Другий Міжнародний жіночий форум з питань майбутньої енергетики: жінок, бізнесу та глобальної економіки, який підтримував ОБСЄ, навчання жінок новим технологіям як формі соціального підприємництва.
У деяких африканських країнах, таких як Гана, деякі підприємиці, такі як Айша Фусейні, отримували гранти або спонсорство від NGO та великого бізнесу, таких як Camfed та Програма інноваційних буржуазних програм (IBP) Фонду Мастеркард і стали власними підприємицями.

### Велика Британія
Зростання кількості жінок, які починають бізнес у Великій Британії, скоротило так званий «розрив підприємств» між власниками компаній-чоловіками та жінками за останнє десятиліття. Частка жінок працездатного віку, які зайнялися бізнесом, зросла на 45% за три роки між 2013 та 2016 роками порівняно з 2003 р. до 2006 р., згідно з повідомленням університету Aston у Бірмінгемі. Частка чоловіків працездатного віку за цей період зросла на 27%.

### США
Кількість жіночих підприємств у США зростає вдвічі, ніж у всіх формах підприємництва. В даний час близько 30% американських фірм перебувають у мажоритарній власності жінок. Позитивні дії були покликані для «залучення покоління жінок у володіння бізнесом» у США після Закону про власність бізнесу жінок у 1988 році та подальших заходів. Прогрес був значно повільнішим у більшості інших розвинених країн. Наприклад, у Великій Британії, за оцінками, лише 15% фірм є мажоритарною власністю жінок.

Мадам Сі Джей Вокер у 1912 р.

Більшість афроамериканців у бізнесі були чоловіками, проте жінки відігравали головну роль, особливо в області краси. Стандарти краси для білих і чорних були різними, а чорна спільнота розробила власні стандарти, акцентуючи увагу на догляді за волоссям. Косметологині могли працювати поза власним будинком і кабінету не потребували. Як результат, чорні косметологині були численними на сільському Півдні, попри відсутність міст та селищ. Вони почали використовувати косметику, в той час, коли сільські білі жінки на Півдні уникали її. Як показав Блін Робертс, косметологині пропонували своїм клієнткам простір, щоб вони почували себе прекрасними в контексті власної спільноти, оскільки «всередині чорних салонів краси ритуали прикрашання сходилися з ритуалами соціалізації». Конкурси краси з’явилися у 1920-х, а у білій громаді їх пов’язували з ярмарками сільського господарства. На відміну від чорношкірих, конкурси краси розроблялися з урочистих церемоній вдома у їхніх середніх школах та коледжах. Найвідомішою підприємицею була Мадам Сі Джей Вокер (1867-1919); вона побудувала національний бізнес зі франчайзингу під назвою Madam C. J. Walker Manufacturing Company на основі свого винаходу першого успішного процесу випрямлення волосся.

## Жінки на чолі корпорацій
Кетрін Грем стала очолила компанію The Washington Post у 1972 році, ставши першою жінкою-генеральним директором компанії Fortune 500. У своїх мемуарах Грем описала боротьбу, з якою стикалася як жінка на такій високій посаді у видавничій компанії. Вона постійно сумнівалася в собі і часто шукала заспокоєння у колег-чоловіків. При цьому Грем відіграла невід'ємну роль в успіху The Washington Post. За три роки її лідерства дохід зріс майже в двадцять разів, і The Washington Post став публічною корпорацією, що котирується на Нью-Йоркській фондовій біржі.

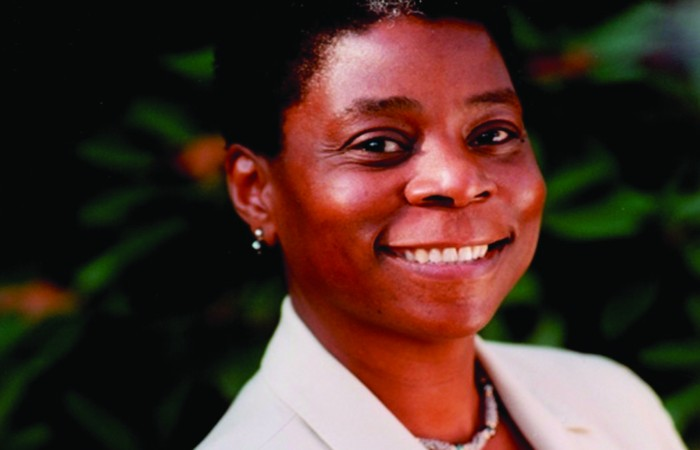
Урсула Бернс у 2004 р.

Урсула Бернс стала генеральним директором Xerox в 2009 році. Тоді провідною компанією в 17 мільярдів доларів керувала Енн М. Малкахі, яка обрала Бернс своєю наступницею. Така передача керівництва була вперше проведена жінкою-генеральним директором. Наразі лише 5 афроамериканських генеральних директорів очолюють компанії Fortune 500, серед яких Бернс єдина жінка. Здійснивши це, вона підвищила шанси молодих кольорових жінок. «Багато людей мені сказали, що я зазнаю трьох ударів: я була чорною, я була жінкою, я була бідною.»  Бернс піднялась на посаду зі стажистки в компанії в 1980 році, до президента в 2007 році, генерального директора в 2009 році, а потім стала головою в 2010. Під час свого правління вона придбала партнерські комп'ютерні послуги. Покупка на 6,4 мільярда доларів - найбільша закупівля активів в історії Xerox. Це придбання допомогло прогресу Xerox у перетворенні в сучасне технологічне та сервісне підприємство. Служба Xerox Services надає понад 50% доходу компанії. Xerox також продовжує зберігати своє перше місце як власник акцій ринку у своєму документознавчому бізнесі.